# 元茂荣
元茂荣（1957年8月—），男，汉族，浙江温岭人，中国共产党党员。中华人民共和国政治人物，第十三届全国人民代表大会浙江地区代表。
1982年1月参加工作，曾任台州市计经委党组书记、主任，椒江区委副书记、代区长、区长，中共椒江区委书记，台州市人民政府副市长，中共台州市委常委、副市长等职务。2011年4月，任台州市政协主席、党组书记。2017年4月，任台州市人大常委会党组书记、主任。

## 生平
曾任中共台州市委常委、台州市人民政府副市长。2011年3月，任浙江省台州市政协党组书记。2011年4月，任浙江省台州市政协主席、党组书记。2017年3月，任浙江省台州市人大常委会党组书记。2017年4月，任浙江省台州市人大常委会党组书记、主任。2018年2月24日，当选为第十三届全国人大代表。